# Lorenzo Viotti
Lorenzo Viotti (Lausana, 15 de marzo de 1990) es un director de orquesta suizo. Actualmente es director titular de la Orquesta Filarmónica de los Países Bajos y de De Nederlandse Opera.

## Biografía
Nació en Lausana, hijo del director de orquesta Marcello Viotti, Viotti estudió piano, voz y percusión en Lyon. En Viena asistió a las clases de dirección de Georg Mark y tocó como percusionista con varias orquestas, incluida la Filarmónica de Viena. Continuó sus estudios en la Hochschule für Musik Franz Liszt de Weimar con Nicolás Pasquet, finalizando en 2015.  Al crecer, le gustaba tocar música funk y jazz como baterista, y tocó en la banda de death metal de su hermana Marina Viotti para tener el mayor vocabulario musical posible.
En 2012, Viotti recibió el primer premio del Concurso Internacional de Dirección de Orquesta de Cadaqués. En 2015, ganó los premios Nestlé y los premios para jóvenes directores del Festival de Salzburgo. Ganó el concurso de dirección de la MDR Sinfonieorchester en 2016. Fue elegido "Revelación del año" en el Premio Internacional de Ópera 2017.
En enero de 2017, Viotti dirigió por primera vez la Orquesta Gulbenkian y regresó en la misma temporada para una segunda aparición como director invitado. En octubre de 2017, la Orquesta Gulbenkian anunció el nombramiento de Viotti como su próximo director musical, a partir de la temporada 2018-2019, con un contrato inicial de tres temporadas. Viotti dimitió como director musical de la Orquesta Gulbenkian en 2021 y posteriormente asumió el título de director invitado principal de la orquesta.
En febrero de 2018, Viotti dirigió por primera vez la Orquesta Filarmónica de los Países Bajos (NedPhO). En abril de 2019, la NedPhO anunció el nombramiento de Viotti como su próximo director titular, a partir de la temporada 2021-2022. Con este nombramiento, Viotti también se convirtió simultáneamente en director titular de la Orquesta Filarmónica de los Países Bajos y de De Nederlandse Opera. En abril de 2023, la Ópera Nacional de Holanda y la NedPhO anunciaron la conclusión prevista del mandato de Viotti en los tres puestos al final de la temporada 2024-2025.